# قرار مجلس الأمن التابع للأمم المتحدة رقم 12
نصّ قرار مجلس الأمن التابع للأمم المتحدة رقم 12، المعتمد في 10 ديسمبر 1946، على أن تتم دعوة اليونان ويوغوسلافيا للمشاركة بدون حق التصويت، وأن تتم دعوة ألبانيا وبلغاريا للإدلاء ببيانات أمام المجلس، وفي مرحلة لاحقة قد تتم دعوة ألبانيا وبلغاريا للمشاركة بدون حق التصويت.
اعتمدت الفقرتان 1 و 2 بالإجماع، بينما اعتمدت الفقرة 3 «بأغلبية الأصوات». لم يجر تصويت على القرار ككل.
طرح الاتحاد السوفييتي «المسألة اليونانية» لأول مرة في يناير 1946 بعد أن تسببت مزاعم تدخل القوات البريطانية في الشؤون الداخلية لليونان في توترات مع دول أخرى في المنطقة.

## روابط خارجية
- نص القرار في undocs.org